# Heinrich Marlow
Heinrich Marlow (* 2. April 1874 als Friedrich Heinrich Markgraf in Königsberg; † 21. Januar 1944 in Berlin) war ein deutscher Schauspieler.

## Leben
Heinrich Marlow hatte lange Jahre ein Engagement am Deutschen Theater in Berlin.
Ab dem Jahr 1921 wirkte er in verschiedenen Filmproduktionen mit. Er spielte unter anderem 1921 in dem sechsteiligen Stummfilm Der Mann ohne Namen nach dem Roman Peter Voß, der Millionendieb von Ewald Gerhard Seeliger in der Regie von Georg Jacoby mit Harry Liedtke, Paul Otto und Jakob Tiedtke und 1922 in Es leuchtet meine Liebe von Paul Ludwig Stein mit Wilhelm Dieterle, Theodor Loos und Ernst Legal. Heinrich Marlow war aber auch 1942 in den Historienfilmen Der große König von Veit Harlan mit Otto Gebühr, Kristina Söderbaum und Gustav Fröhlich und Rembrandt von Hans Steinhoff mit Ewald Balser, Hertha Feiler und Gisela Uhlen als Darsteller zu sehen. Heinrich Marlow verstarb 1944 in seiner Wohnung in Berlin-Wilmersdorf.
1897 heiratete er in seiner Geburtsstadt Margarethe Oertel. 1913 schloss er in New York die Ehe mit Lilly Thoenissen, mit der er bis zu seinem Tod verheiratet blieb.

## Filmografie (Auswahl)
- 1921: Der Mann ohne Namen, 1. Teil: Der Millionendieb
- 1921: Der Mann ohne Namen, 2. Teil: Der Kaiser der Sahara
- 1921: Der Mann ohne Namen, 4. Teil: Die goldene Flut
- 1921: Der Mann ohne Namen, 5. Teil: Der Mann mit den eisernen Nerven
- 1921: Der Mann ohne Namen, 6. Teil: Der Sprung über den Schatten
- 1921: Die schwarze Rose von Cruska – Vera-Filmwerke
- 1921: Der Herr der Bestien
- 1921: Die Schreckensnacht in der Menagerie
- 1921: Unter Räubern und Bestien
- 1921: Der Totenklaus
- 1922: Der Unheimliche
- 1922: Es leuchtet meine Liebe
- 1927: Prinz Louis Ferdinand
- 1931: Drei Tage Liebe
- 1931: Die Abenteurerin von Tunis
- 1931: Grock
- 1931: Der Hauptmann von Köpenick
- 1932: Moderne Mitgift
- 1933: Ich will Dich Liebe lehren
- 1935: Der alte und der junge König
- 1936: Der Kaiser von Kalifornien
- 1936: Eine Frau ohne Bedeutung
- 1937: Gewitterflug zu Claudia
- 1938: Der Tag nach der Scheidung
- 1939: Der Gouverneur
- 1939: Wer küßt Madeleine?
- 1940: Das Herz der Königin
- 1940/42: Der große König
- 1942: Rembrandt
- 1942: Anschlag auf Baku
- 1942: Stimme des Herzens
- 1942: Diesel
- 1943: Wildvogel